# Tout l'temps, tout l'temps
Singles de Elsa
Supplice chinois
(janvier 1993) Chaque jour est un long chemin
(septembre 1996)
Pistes de Douce violence
Amoureuse, moi ? Changer sa vie
Tout l'temps, tout l'temps est le 18e single physique d'Elsa, 3e extrait de son album Douce violence.
L'histoire traîte une nouvelle fois d'une rupture amoureuse.

## Vidéo-clip
Un rideau virtuel se lève sur une scène de théâtre où Elsa apparait cheveux courts dans un univers très végétal avec des fenêtres à l'italienne où le paysage virtuel au dehors change donnant une impression de beau temps ou a contrario de temps automnal.
Puis, le rideau se ferme sur Elsa, prostrée devant une de ses fenêtres, contemplant l'extérieur.

## Supports commerce
- K7 2 titres
  - Face A : Tout l'temps, tout l'temps  2:45
  - Face A : Jamais toujours  4:07
  - Face B : Tout l'temps, tout l'temps  2:45
  - Face B : Jamais toujours  4:07

- CD 2 titres
  - Piste 1 : Tout l'temps, tout l'temps  2:45
  - Piste 2 : Jamais toujours  4:07

- CD 2 titres promo
  - Comparable à l'édition normal mais dans un fourreau en carton avec les épitaphes Une harmonie parfaite entre une voix et un piano et Tout l'temps, tout l'temps : Une volonté d'affirmer une sensibilité à fleur de peau.

La chanson est également sur la compilation Elsa, l'essentiel 1986-1993.

## Anecdotes
Elsa n'a jamais chanté en Live cette chanson lors de ses concerts publics, malgré la demande incessante de ses fans qui considèrent cette chanson comme la plus belle de sa carrière avec l'album Chaque jour est un long chemin.
C'est la dernière K7 2 titres d'Elsa. Le support a disparu des bacs en 1994.
Tout l'temps, tout l'temps a été popularisé en Asie grâce à son adoption en cantonais appelée "Câlin sous les étoiles" (chinois : 缱绻星光下, anglais: Cuddling Underneath the Stars), sortie par la chanteuse hongkongaise Shirley Kwan en 1994. C'est devenu un énorme succès à Hong Kong et en Asie du Sud-Est.

## Classements et ventes
| Meilleur Classement | Ventes certifiées | Cumul ventes       | Certification France |
| France              | Ventes certifiées | Cumul ventes       | Certification France |
| ------------------- | ----------------- | ------------------ | -------------------- |
| -                   | -                 | 40 000 exemplaires | -                    |